# アメリカ合衆国東部

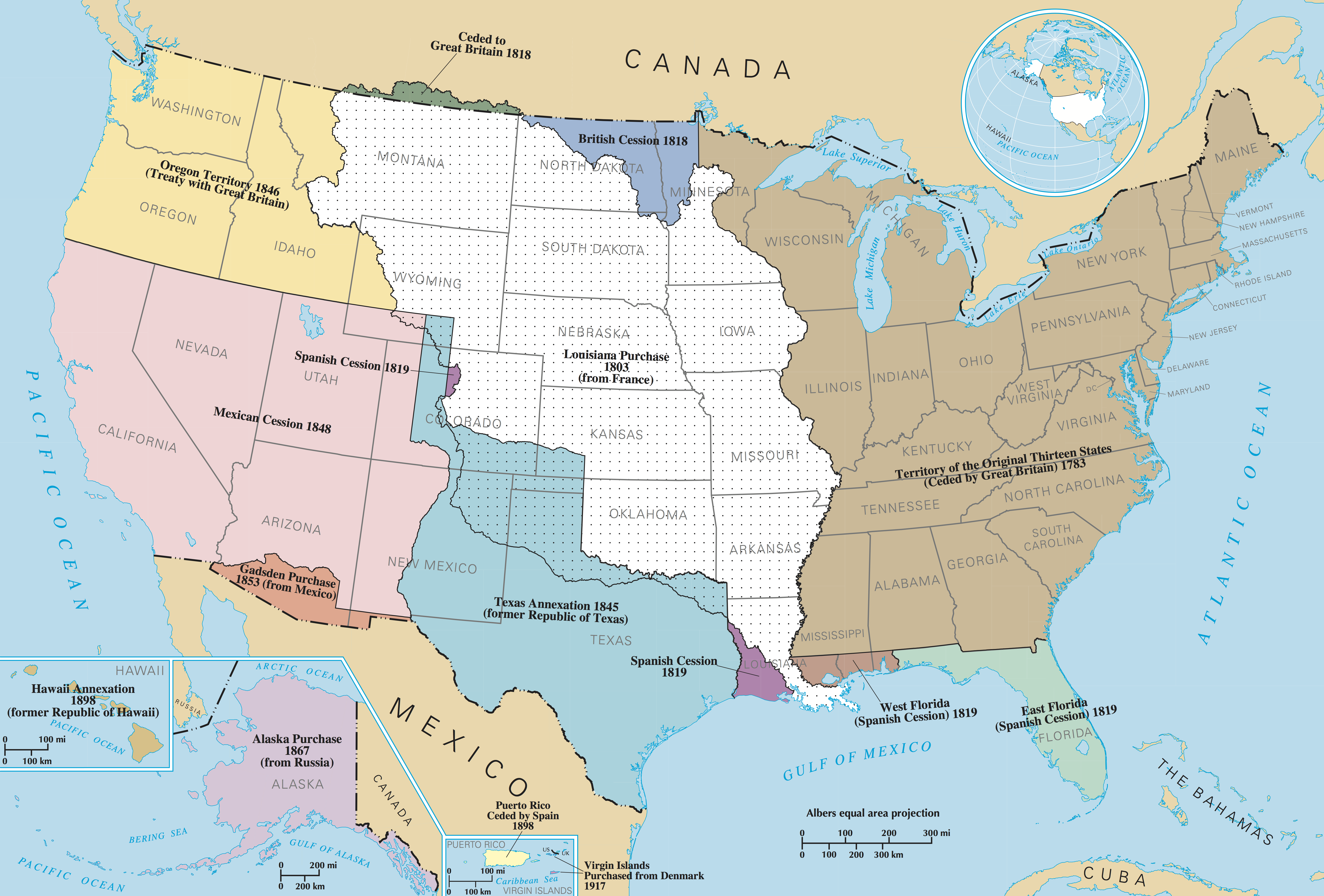
1783年にイギリスからアメリカに割譲された地域（薄茶色）が、通常、アメリカ合衆国東部と認識されている。買収により獲得したルイジアナ州・フロリダ州の一部は、西部と南部の境界線として認識されていた。ロッキー山脈の東に位置するテキサス州は、しばしば西部の州とみなされる。

アメリカ合衆国東部（アメリカがっしゅうこくとうぶ、英語: eastern United States）または単にアメリカ東部（アメリカとうぶ、英語: American East）とは、アメリカ合衆国の東部地域である。一般にはミシシッピ川より東側のことを指すが、より狭い地域を指す場合もある。
2011年現在で、ミシシッピ川以東の28州（ルイジアナ州・ミネソタ州の一部を除く）とワシントンD.C.の推定人口は179,948,346人で、アメリカ合衆国（プエルトリコを除く）の総人口308,745,358人の58.28%を占めている。

## 南部
アメリカ合衆国南部は、アメリカ合衆国南東部に位置する広大な地域のことである。そのうち、デラウェア州、メリーランド州、ケンタッキー州、テネシー州、バージニア州、ウェストバージニア州、ノースカロライナ州、サウスカロライナ州、ジョージア州、フロリダ州、アラバマ州、ミシシッピ州はアメリカ合衆国東部と重なっており、この部分についてはアメリカ合衆国南東部ともいう。

## ニューイングランド
ニューイングランドは、アメリカ合衆国北東部に位置する、大西洋・カナダ・ニューヨーク州に囲まれた地域で、現在のメイン州、ニューハンプシャー州、バーモント州、マサチューセッツ州、ロードアイランド州、コネチカット州から構成されている。

## 中西部
アメリカ合衆国中西部は、アメリカ合衆国の中央部北側を指す呼称で、アメリカ国勢調査局が認める4つの地理的地域の一つである。伝統的に中西部の一部と考えられてきた州のうち、イリノイ州、インディアナ州、ミシガン州、オハイオ州、ウィスコンシン州はアメリカ合衆国東部にも分類される。

## 主な都市
以下に挙げるのは、2021年の人口推計に基づく、アメリカ合衆国東部の25大都市である。

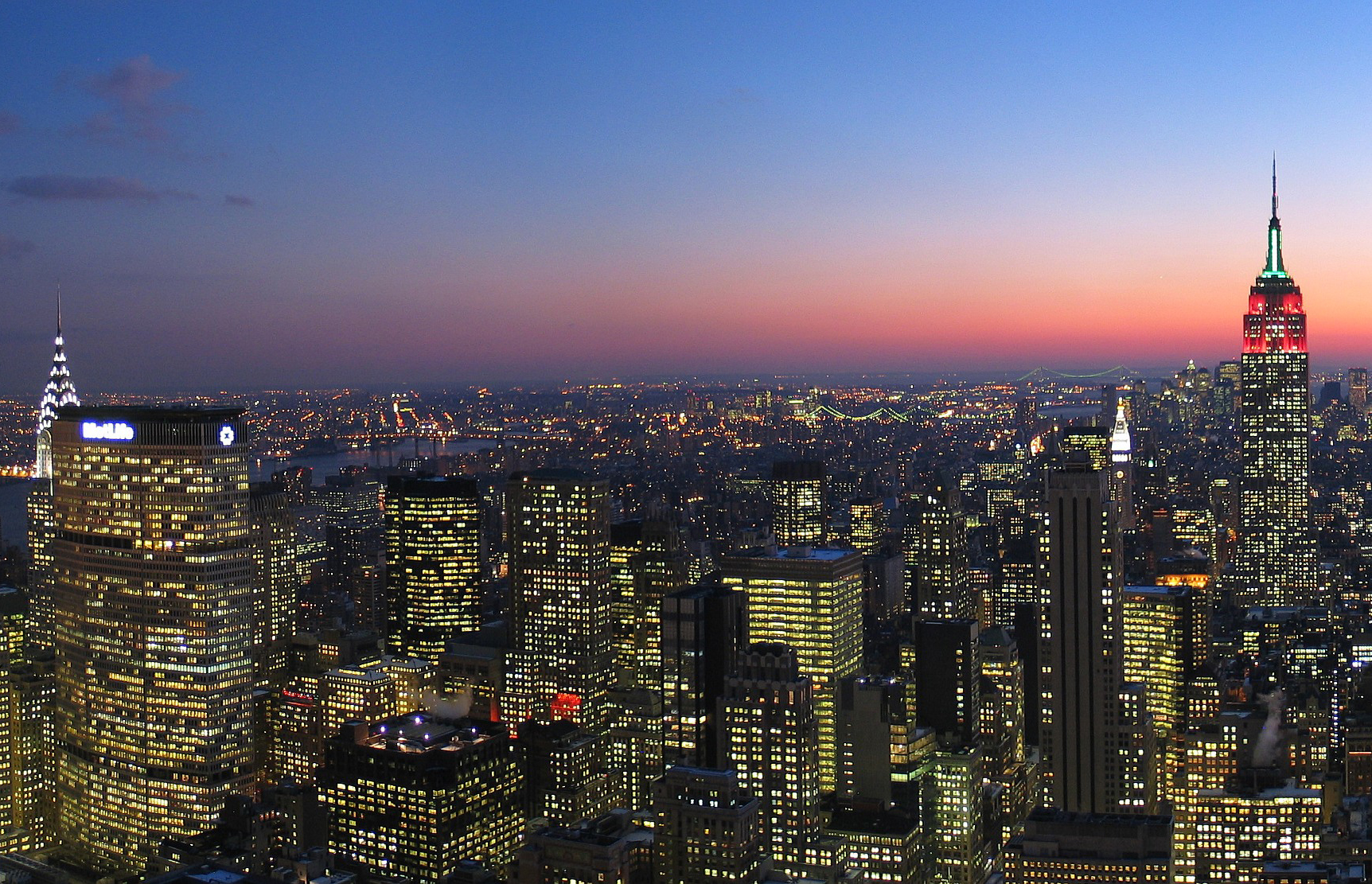
ニューヨーク州ニューヨーク 8,230,290人
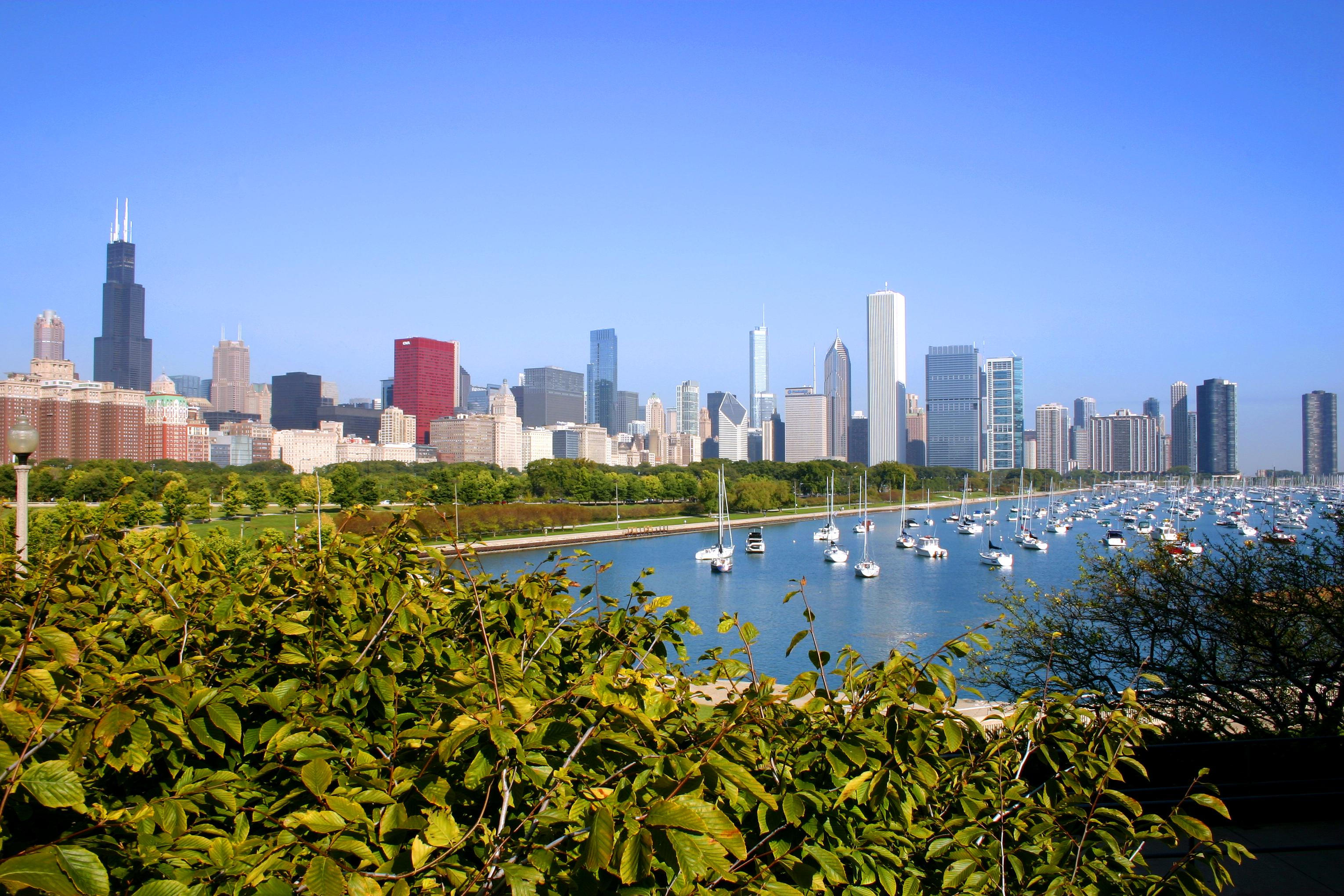
イリノイ州シカゴ 2,679,080人
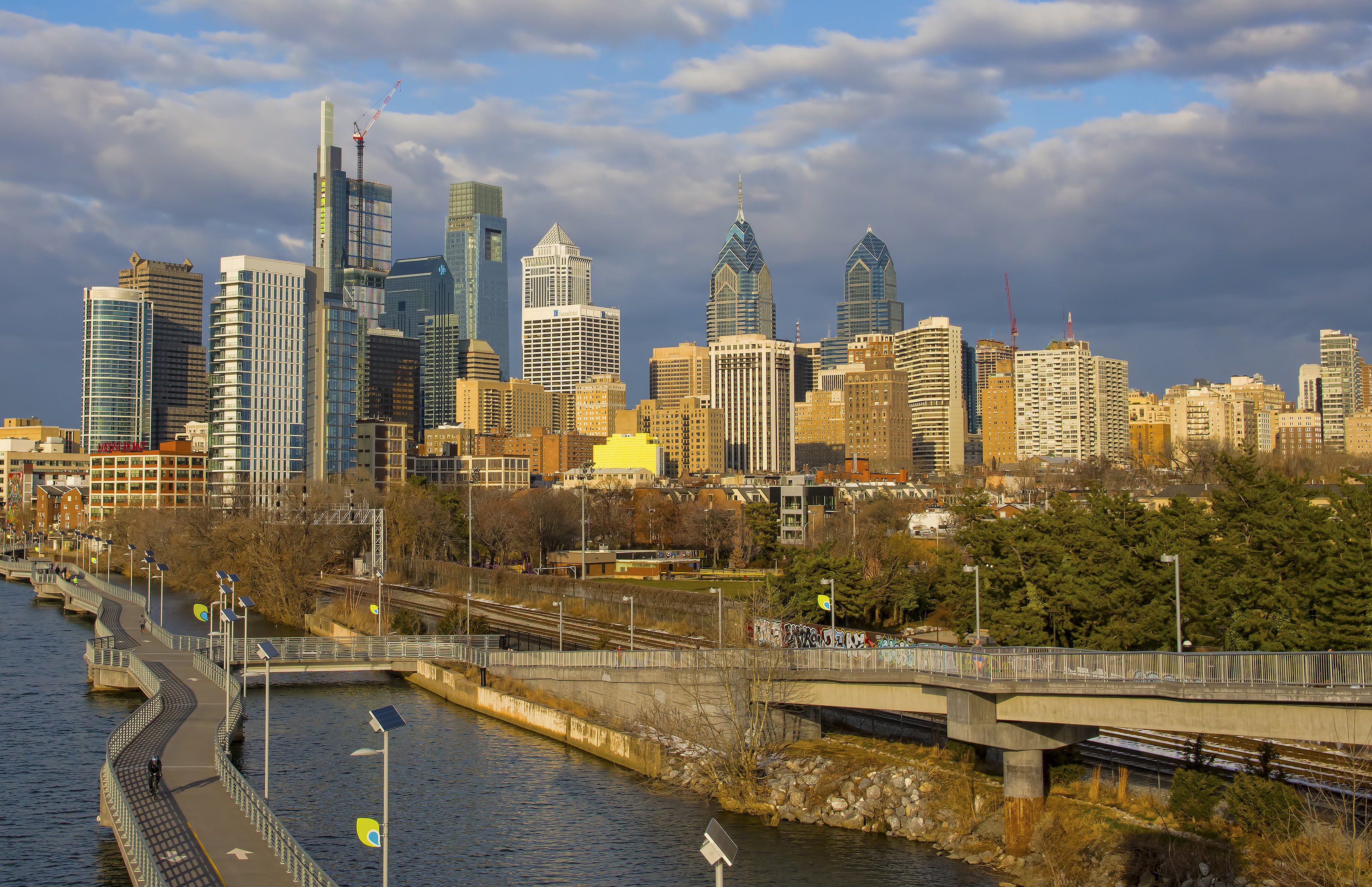
ペンシルベニア州フィラデルフィア 1,585,010人
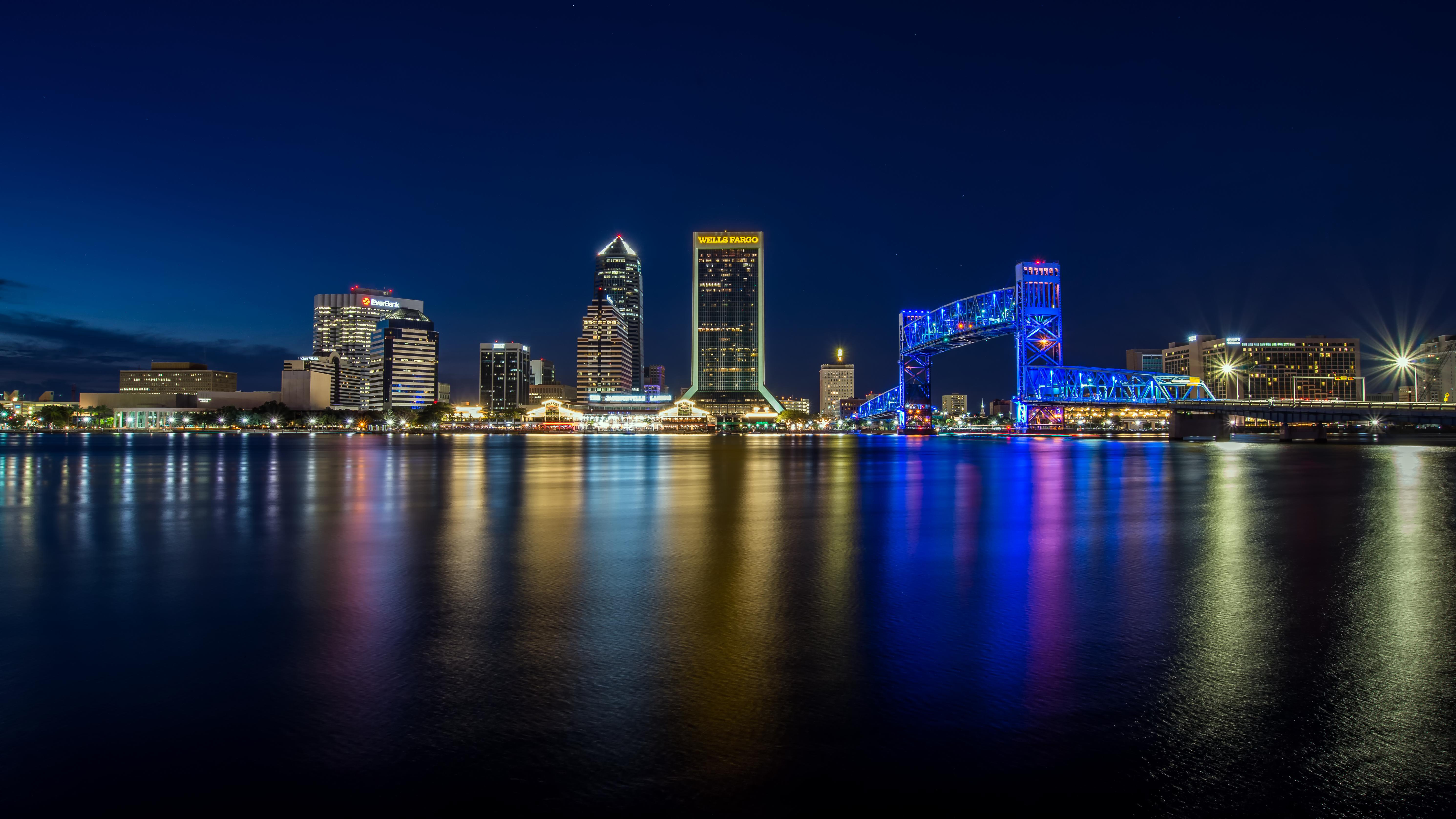
フロリダ州ジャクソンビル 929,647人
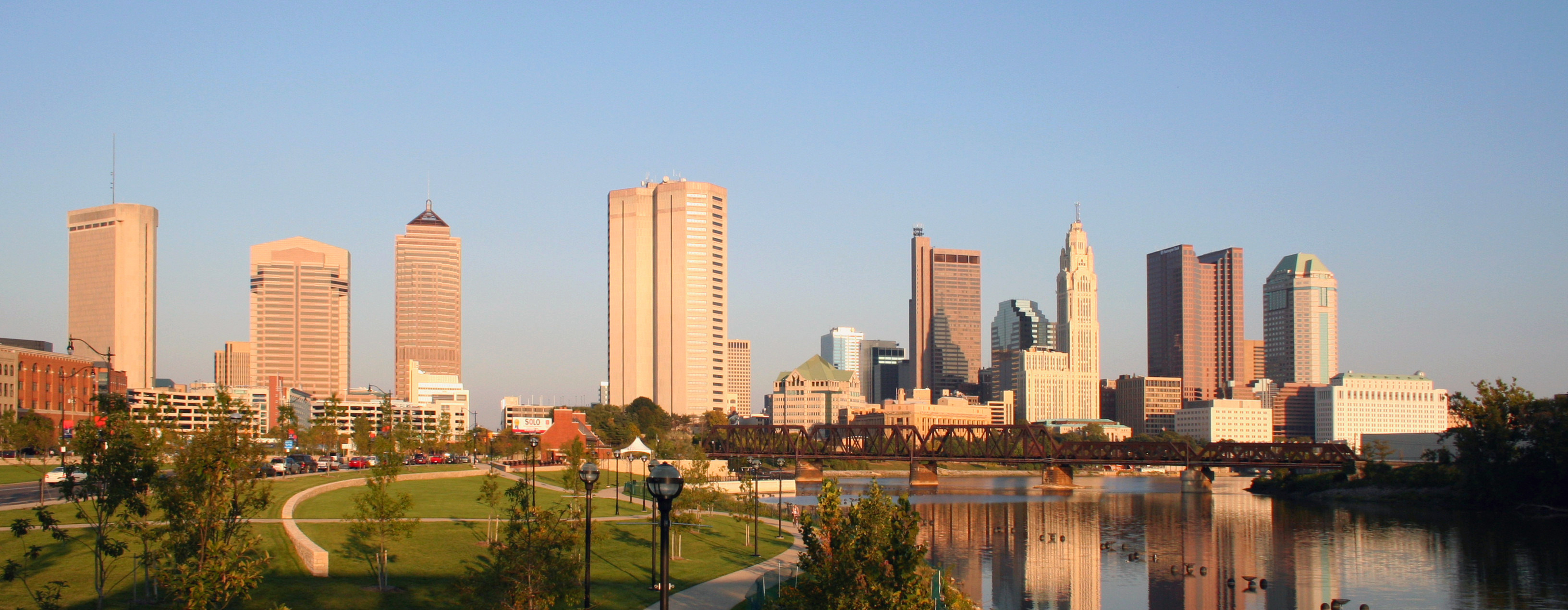
オハイオ州コロンバス 913,921人
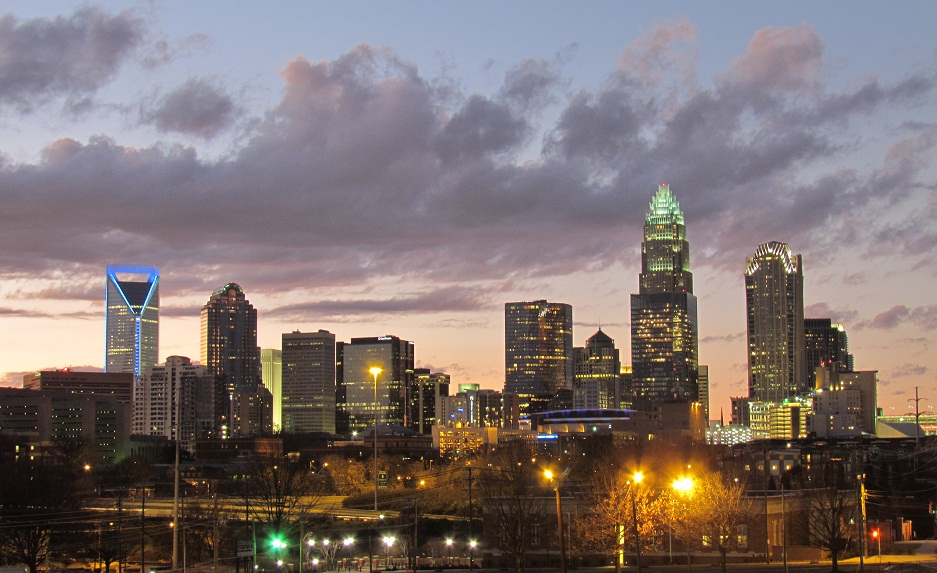
ノースカロライナ州シャーロット 912,096人
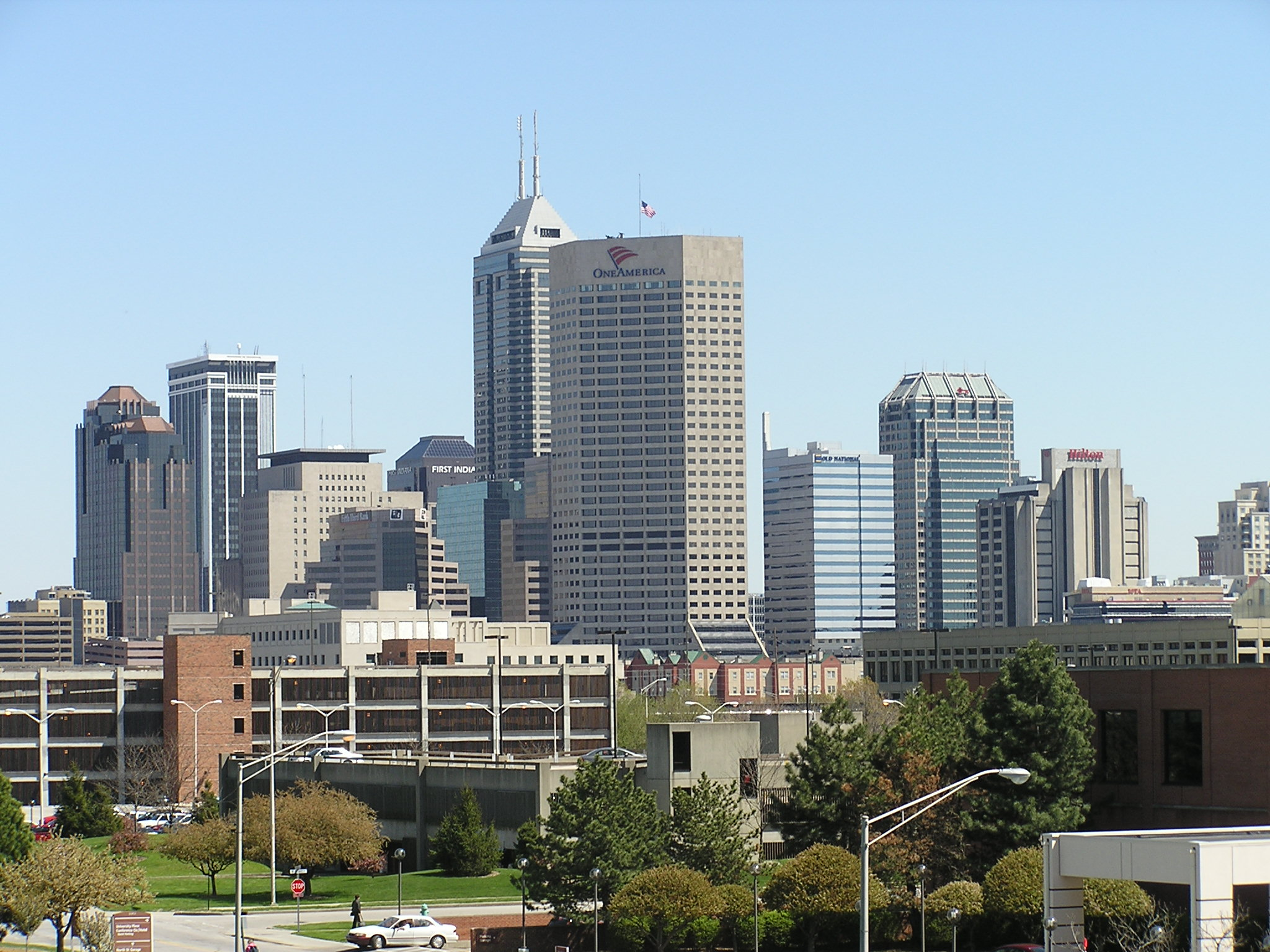
インディアナ州インディアナポリス 887,232人
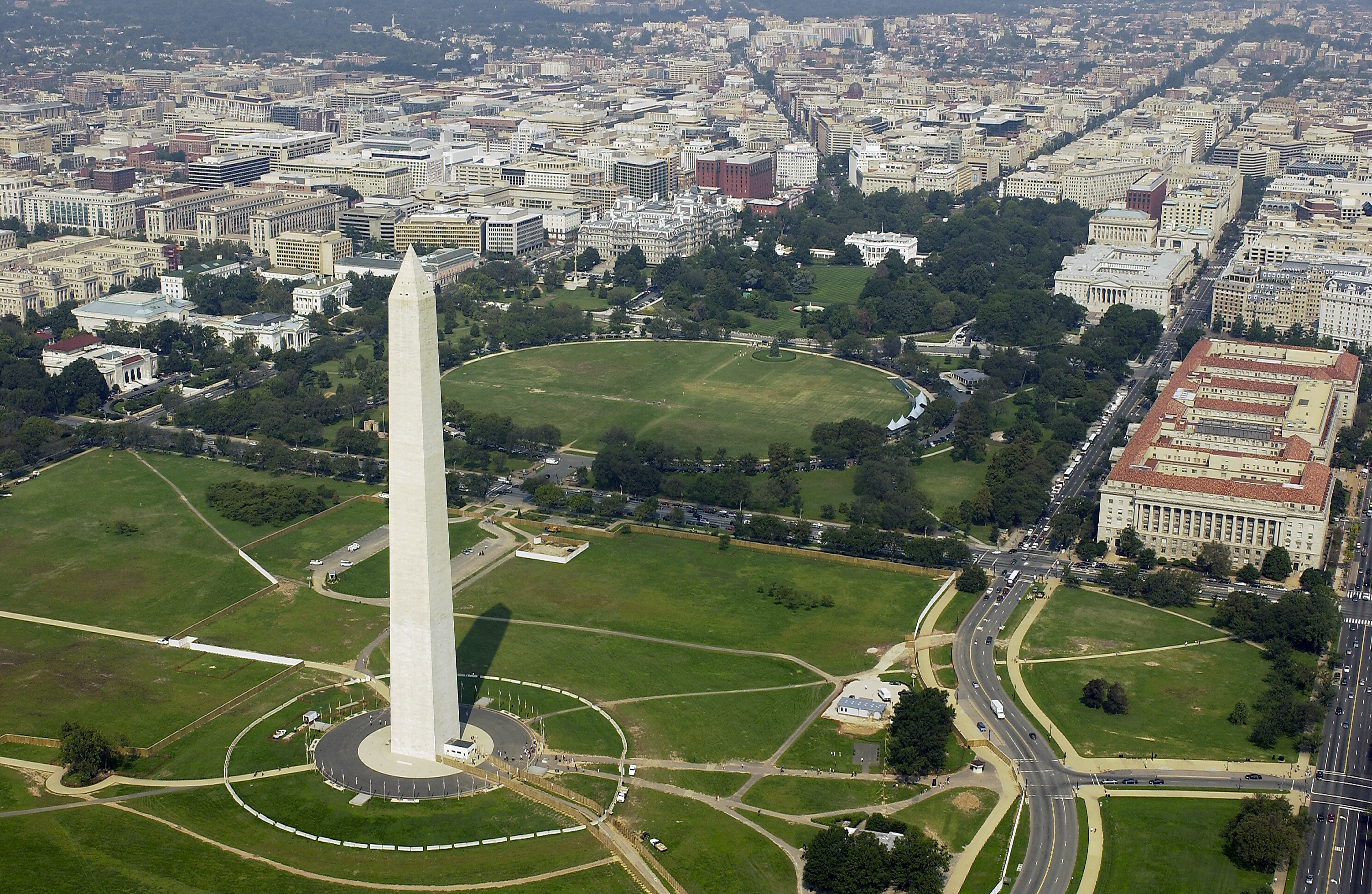
ワシントンD.C. 714,153人
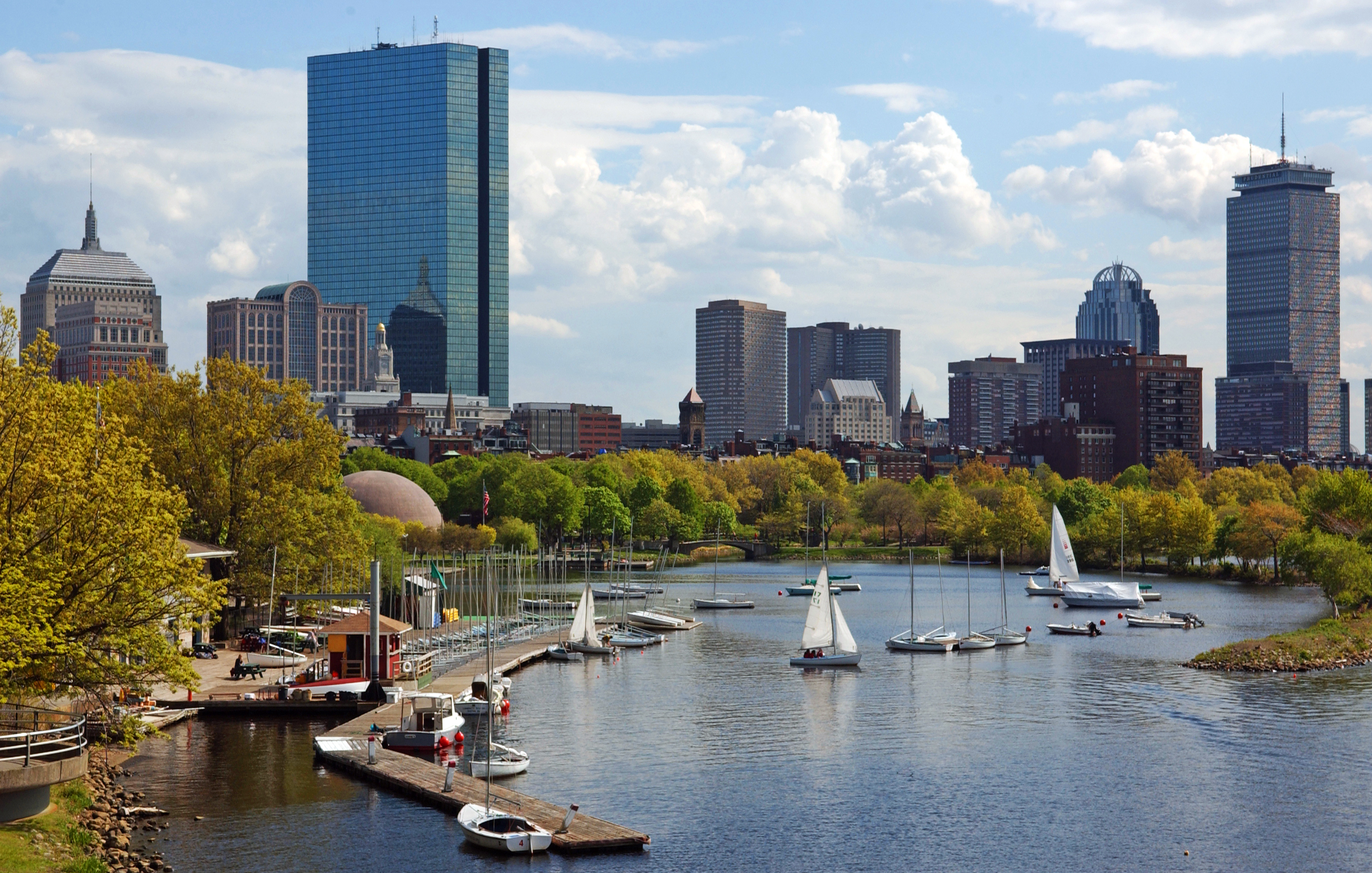
マサチューセッツ州ボストン 695,506人
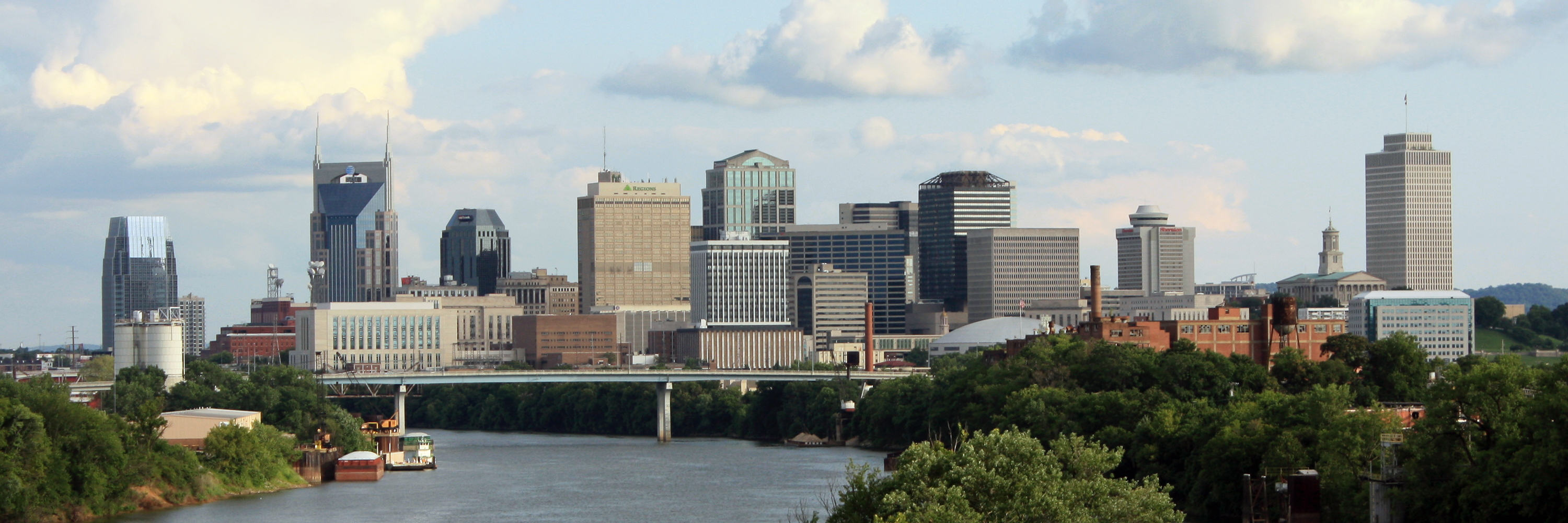
テネシー州ナッシュビル 678,448人
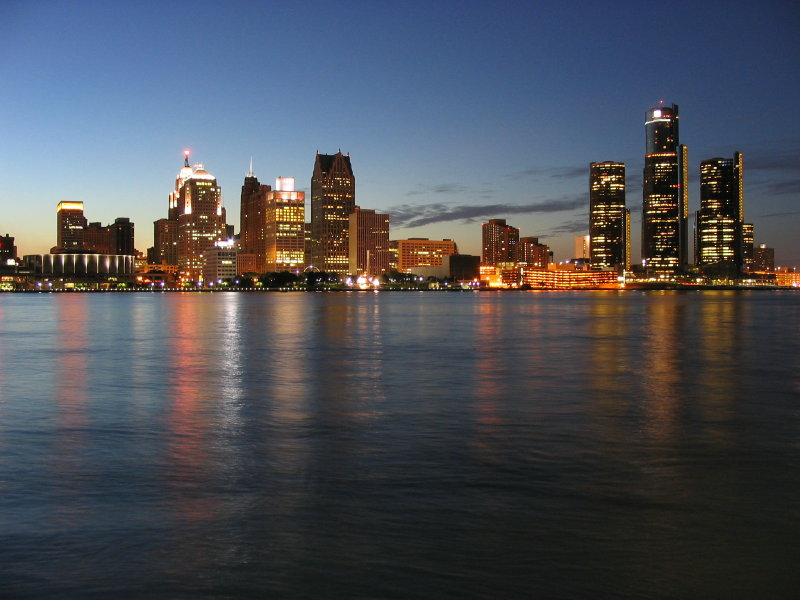
ミシガン州デトロイト 664,139人
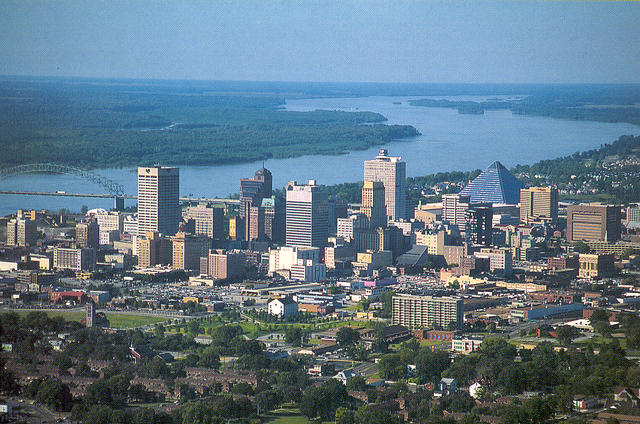
テネシー州メンフィス 651,011人
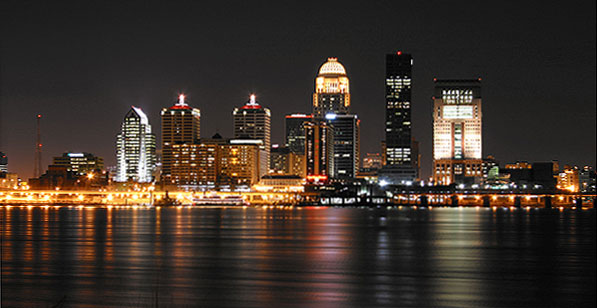
ケンタッキー州ルイビル 615,924人
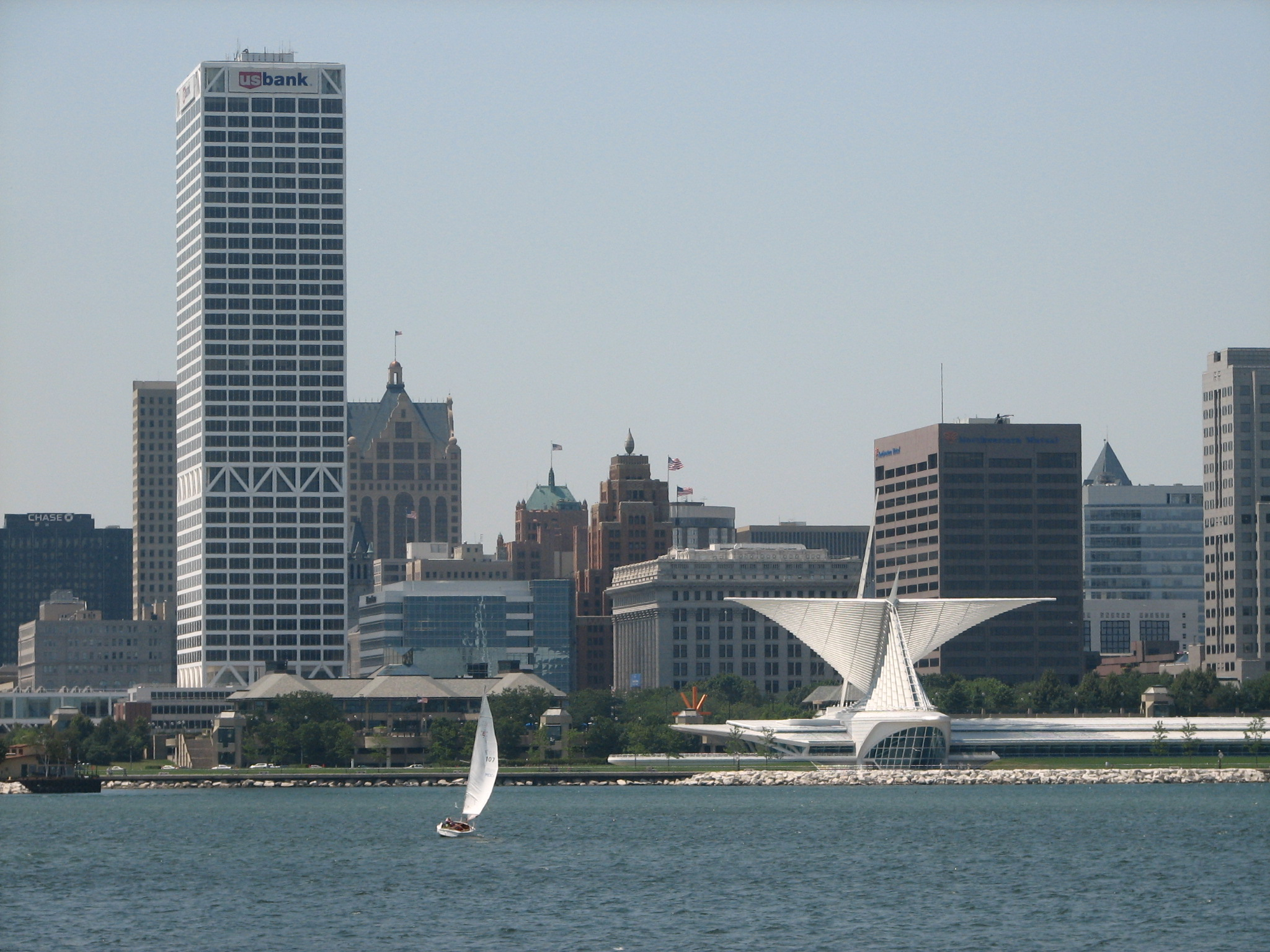
ウィスコンシン州ミルウォーキー 587,721人
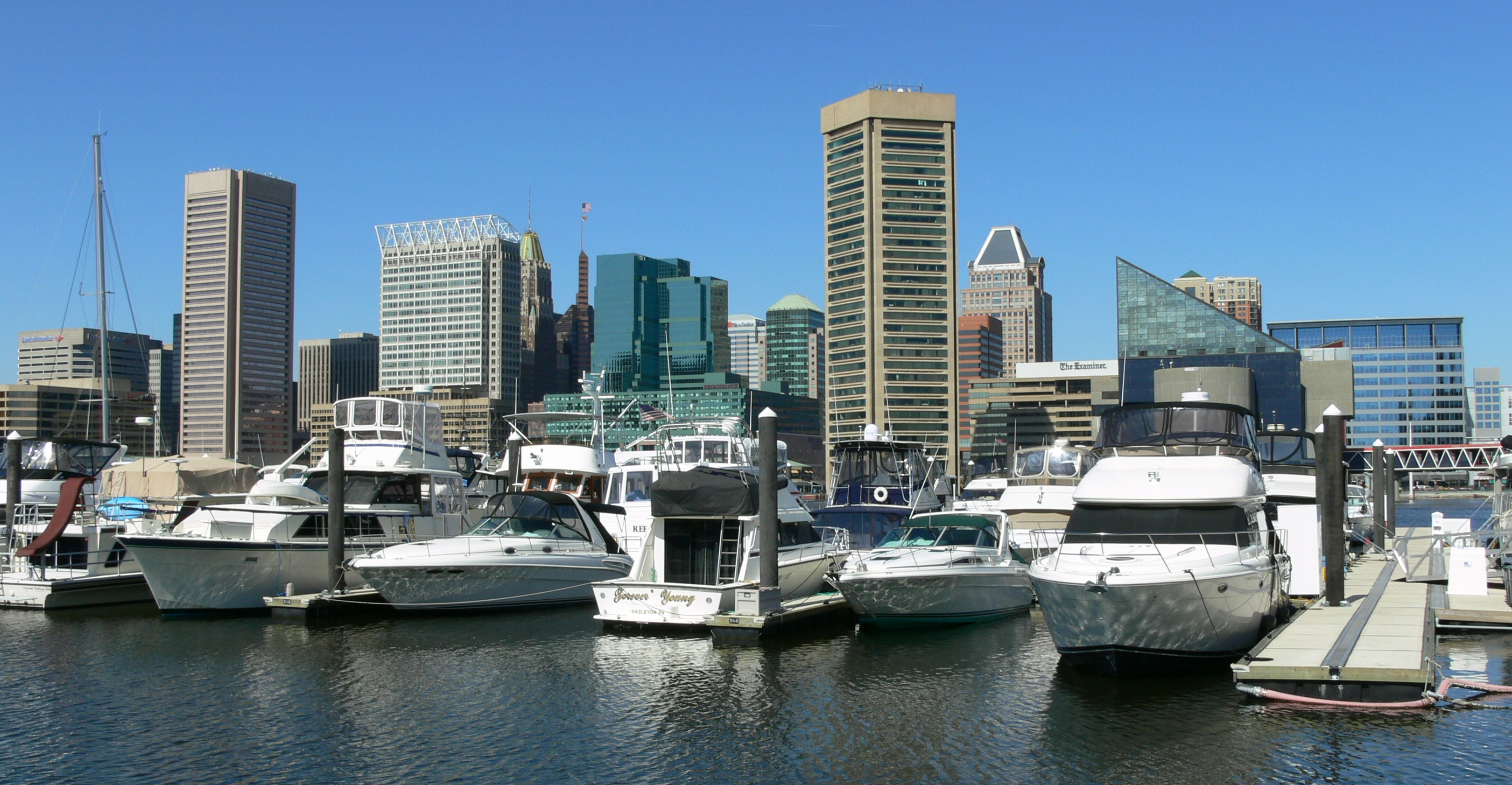
メリーランド州ボルチモア 575,584人
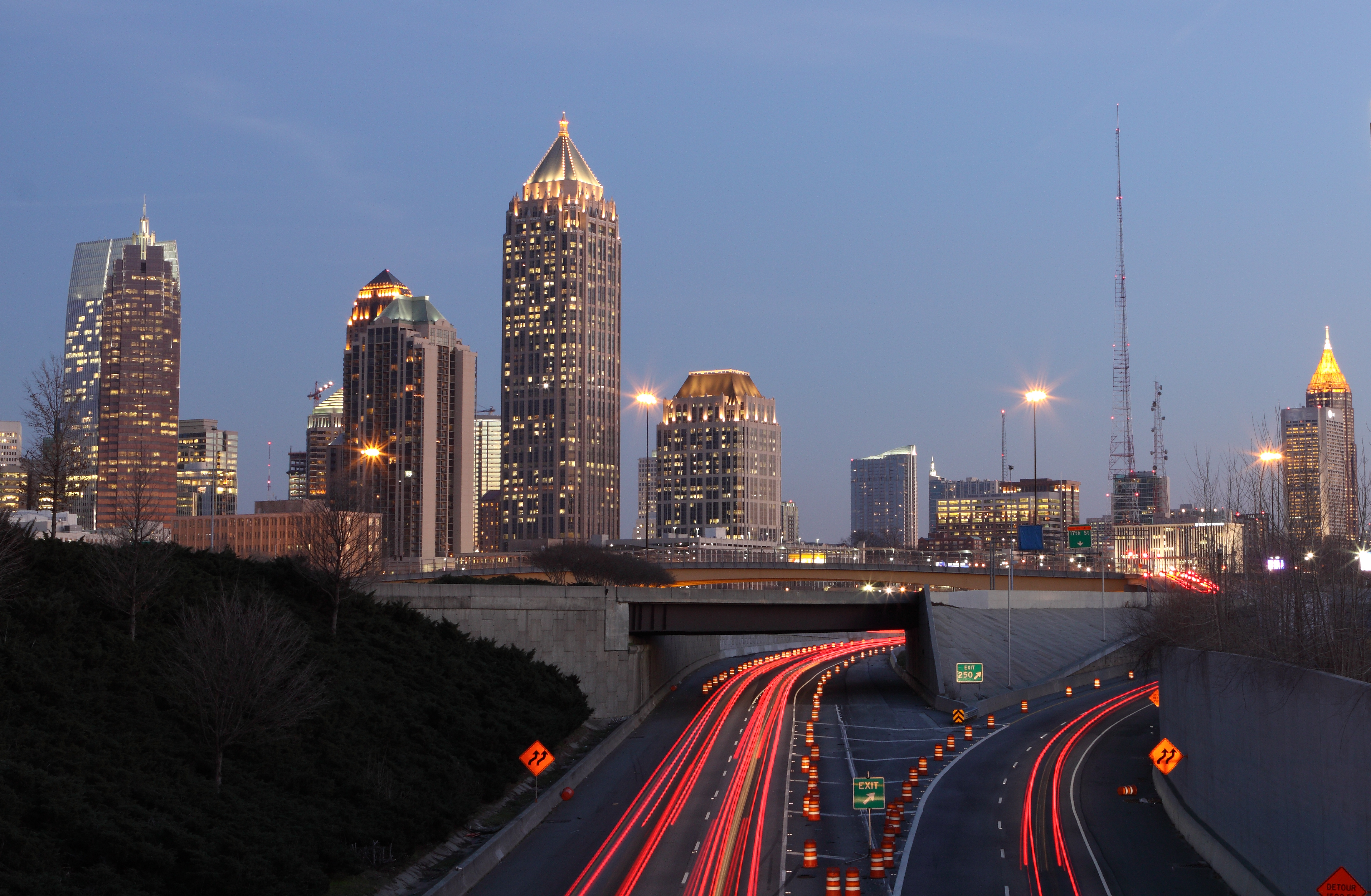
ジョージア州アトランタ 524,067人
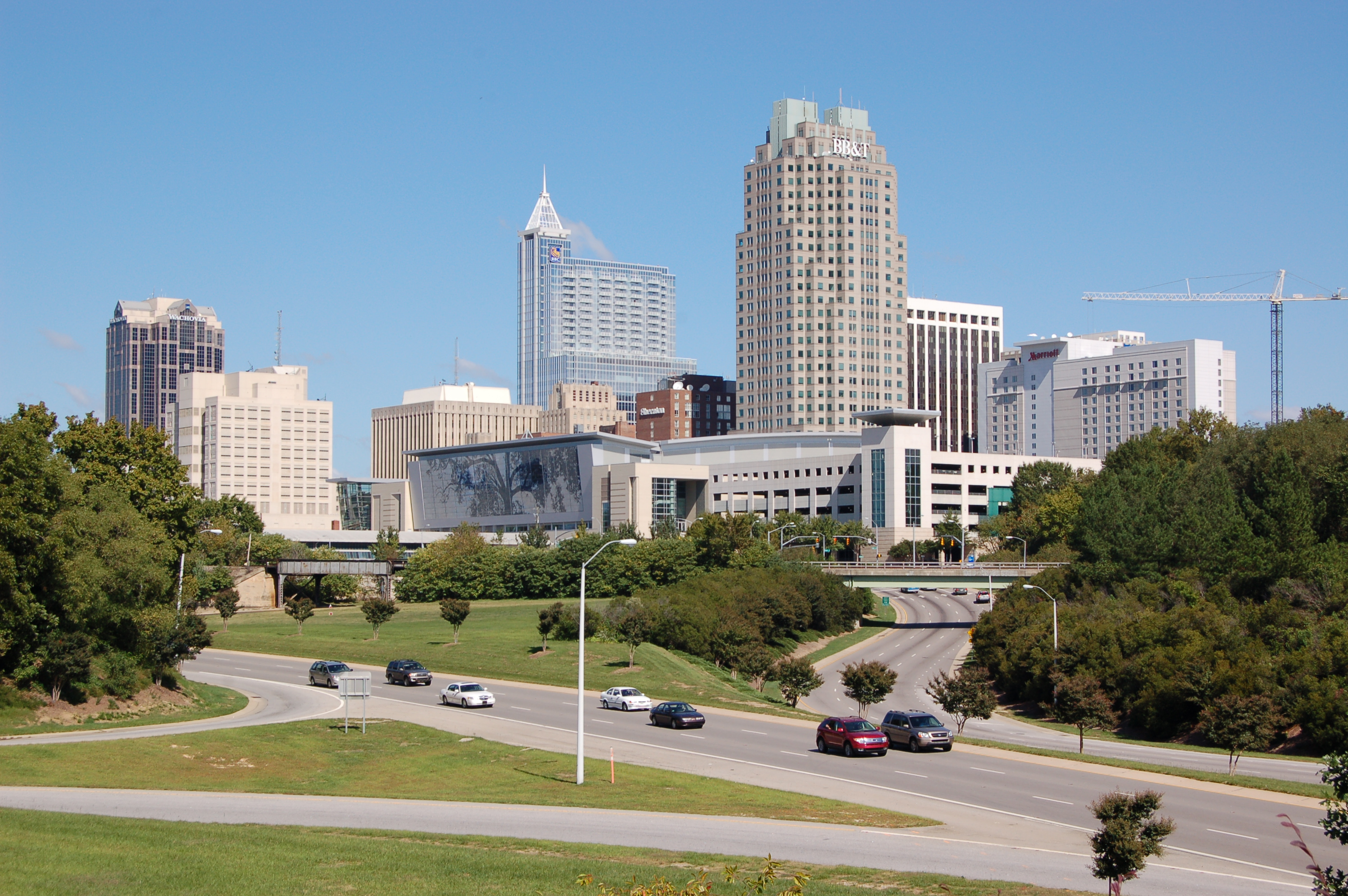
ノースカロライナ州ローリー 483,579人
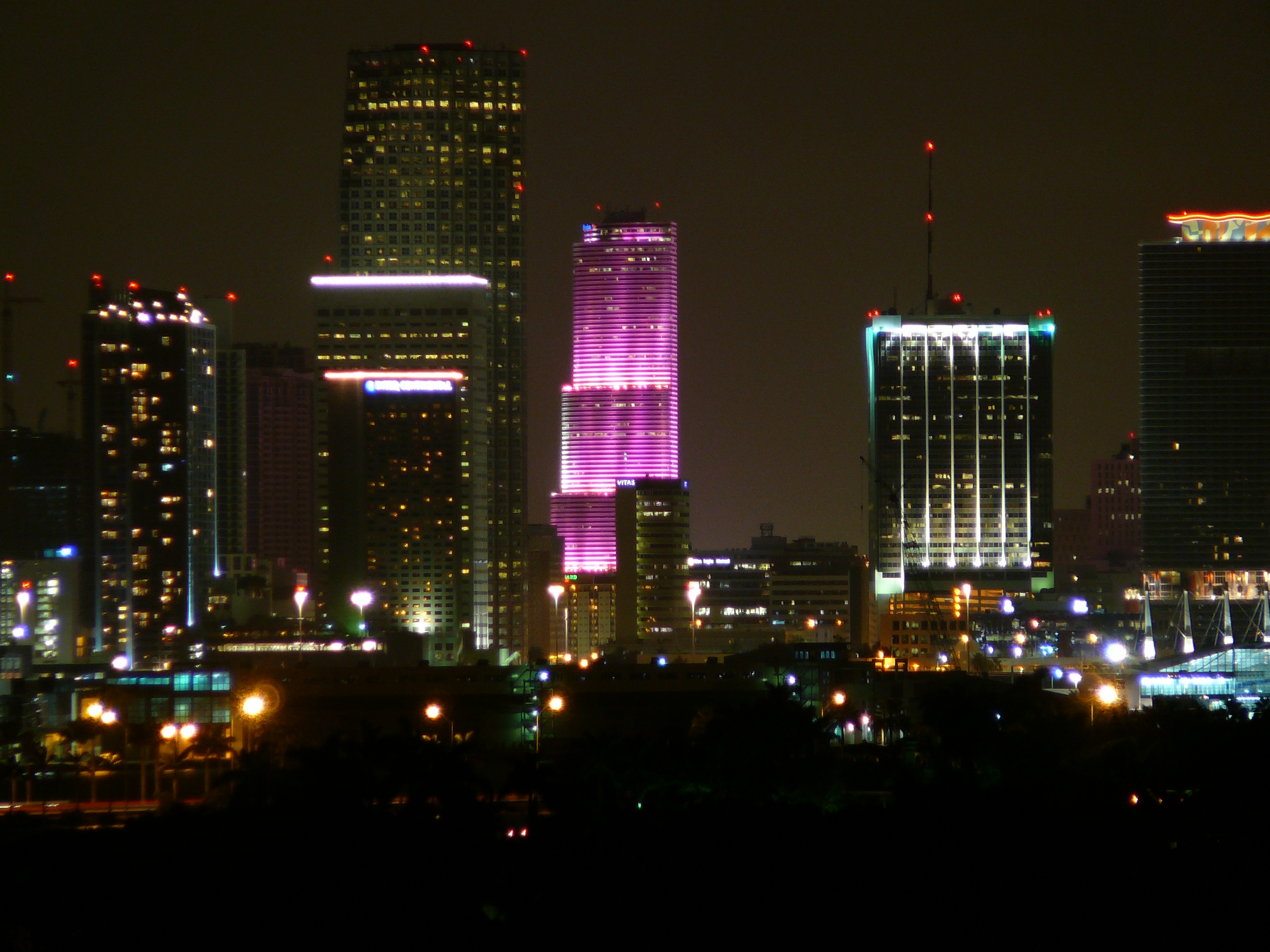
フロリダ州マイアミ 478,251人
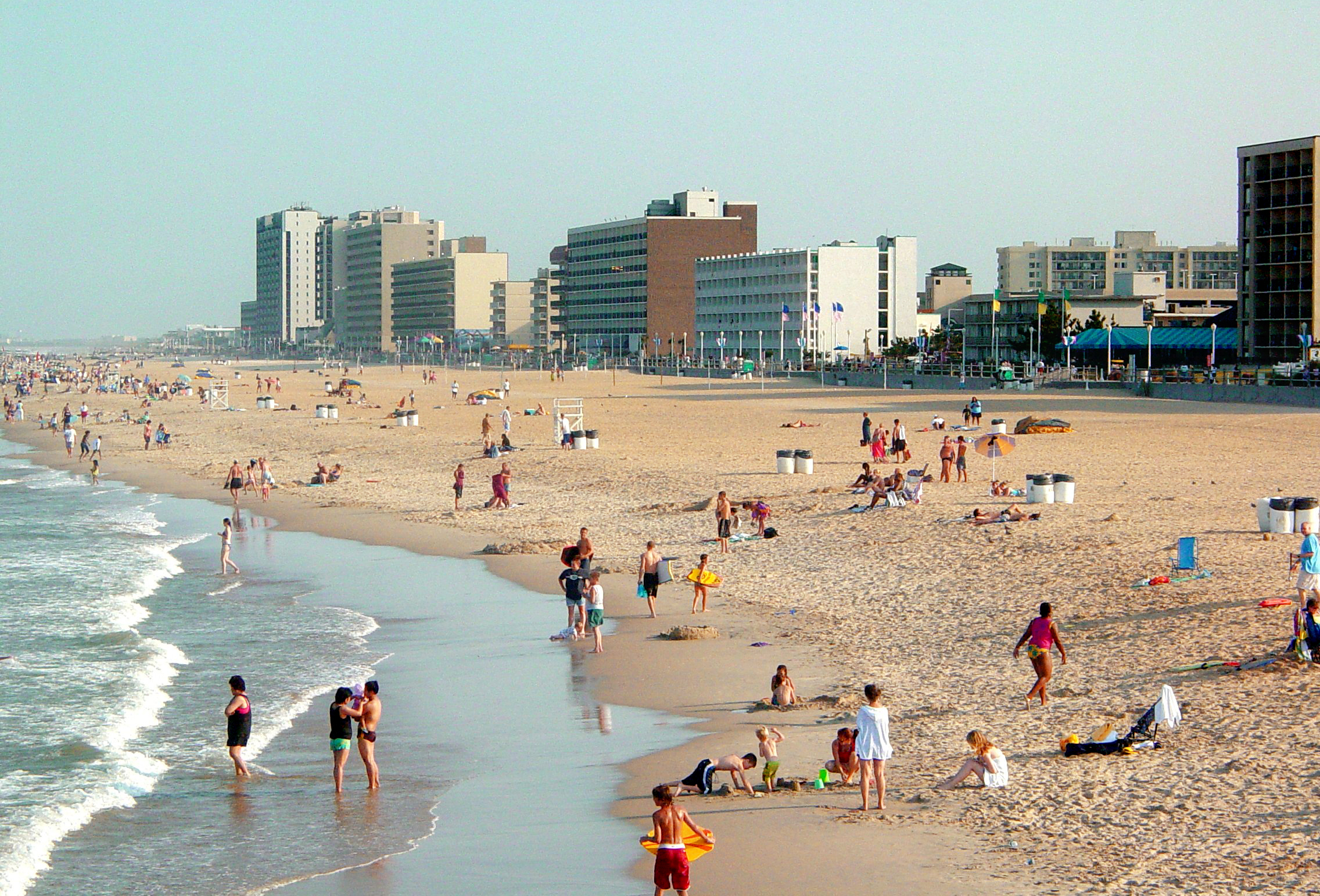
バージニア州バージニアビーチ 450,224人
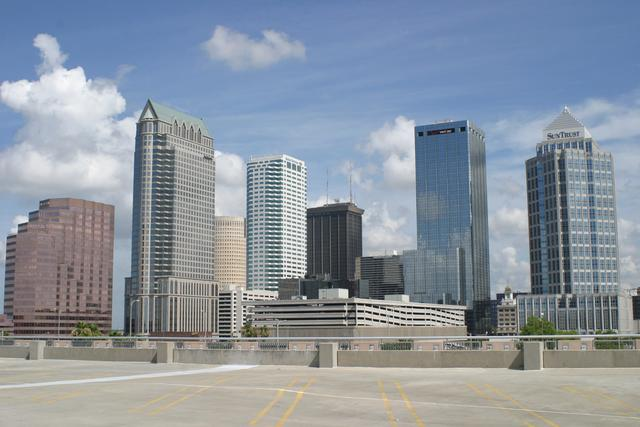
フロリダ州タンパ 404,636人
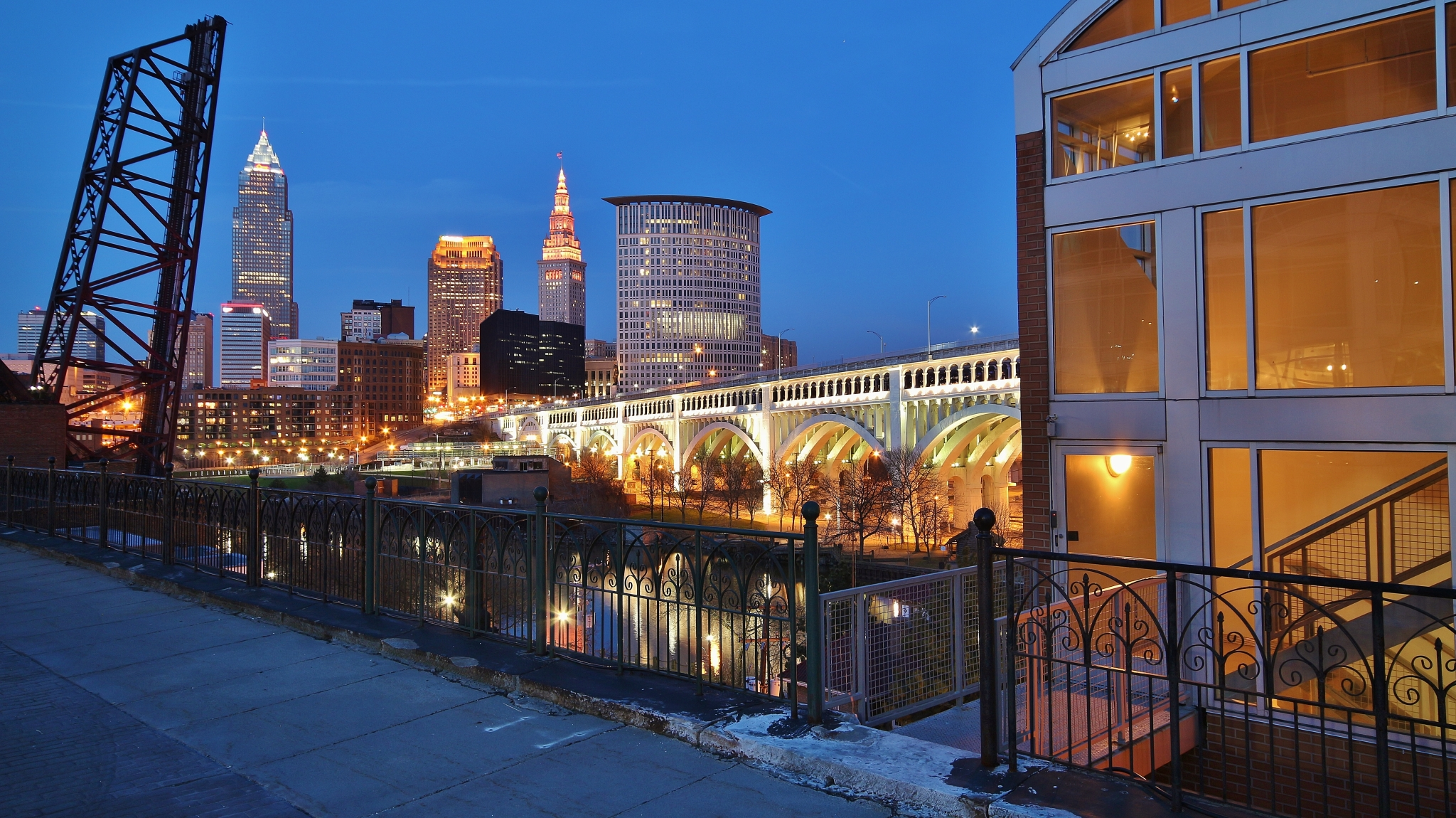
オハイオ州クリーブランド 376,599人
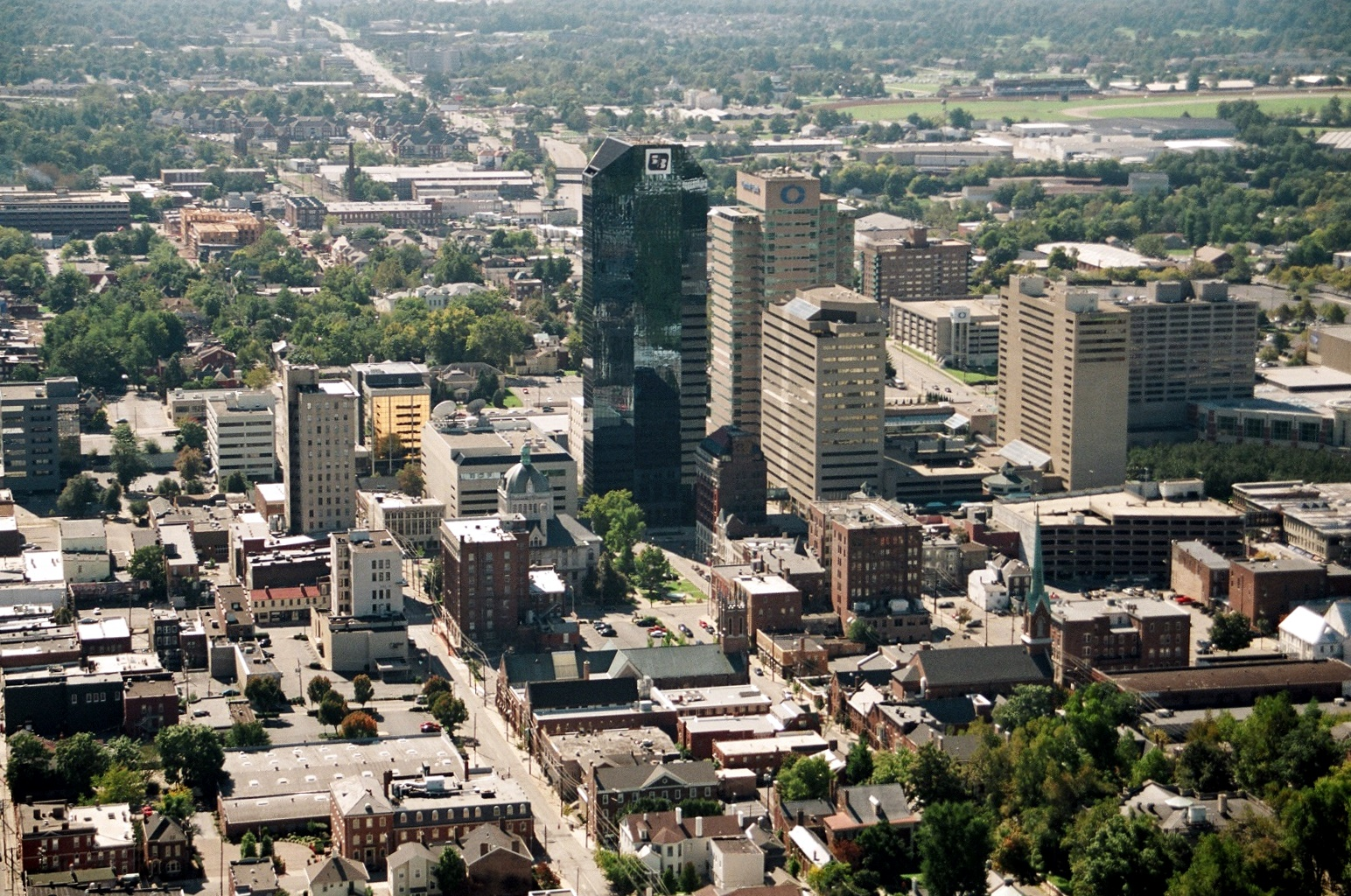
ケンタッキー州レキシントン 324,604人
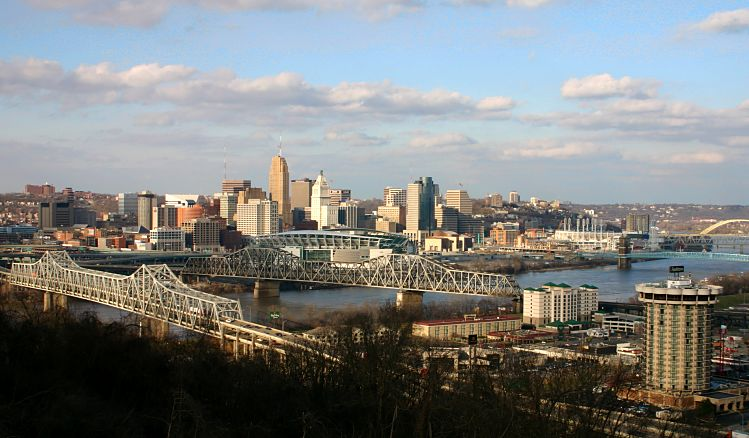
オハイオ州シンシナティ 307,266人
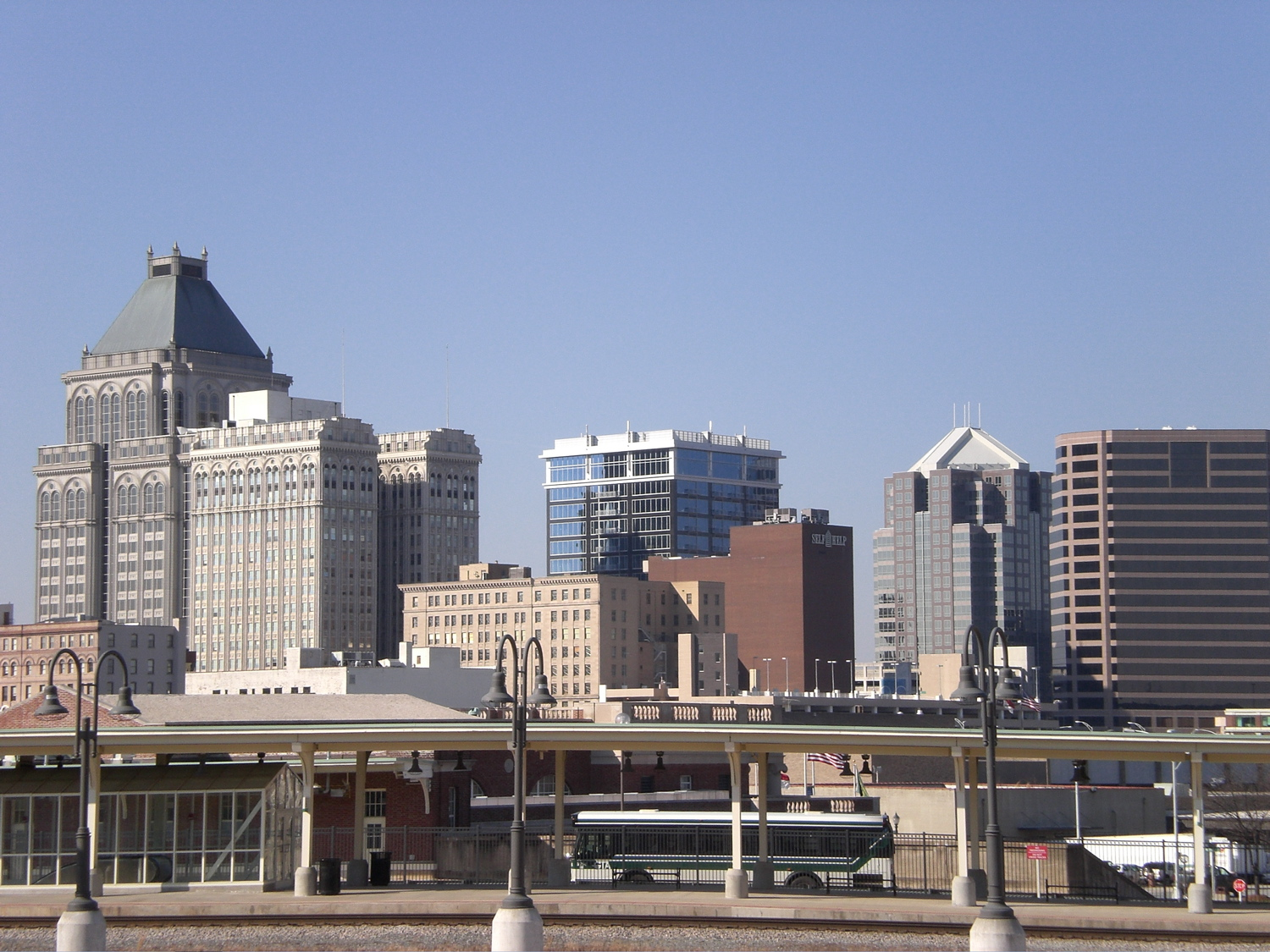
ノースカロライナ州グリーンズボロ 301,094人
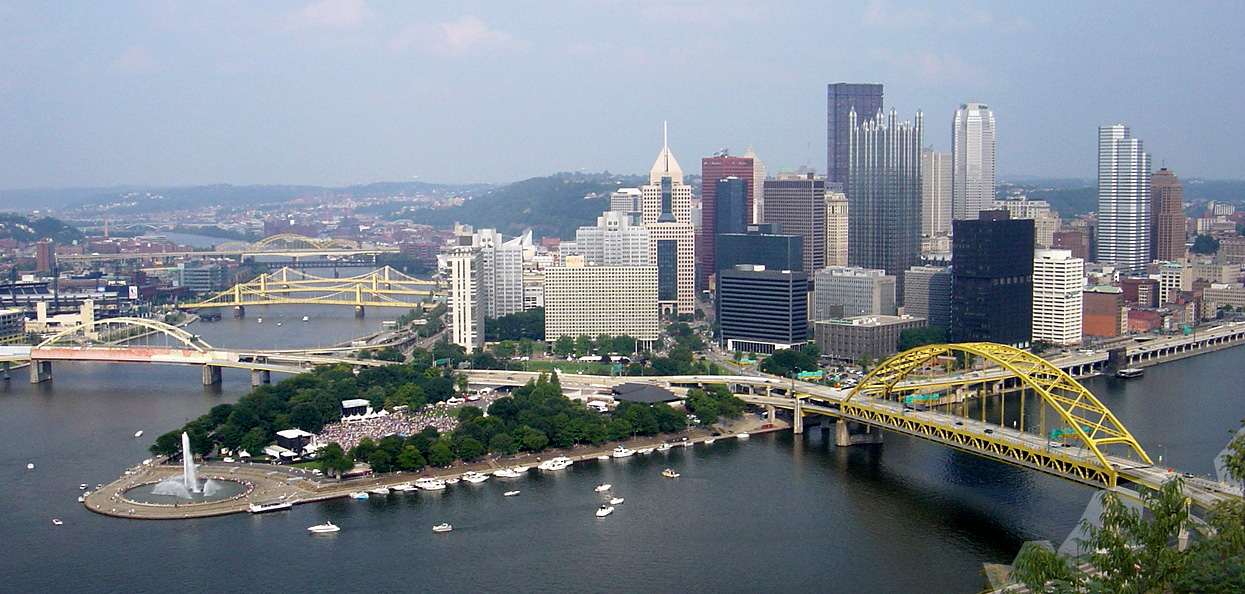
ペンシルベニア州ピッツバーグ 299,718人